# 나치 강제 수용소 목록

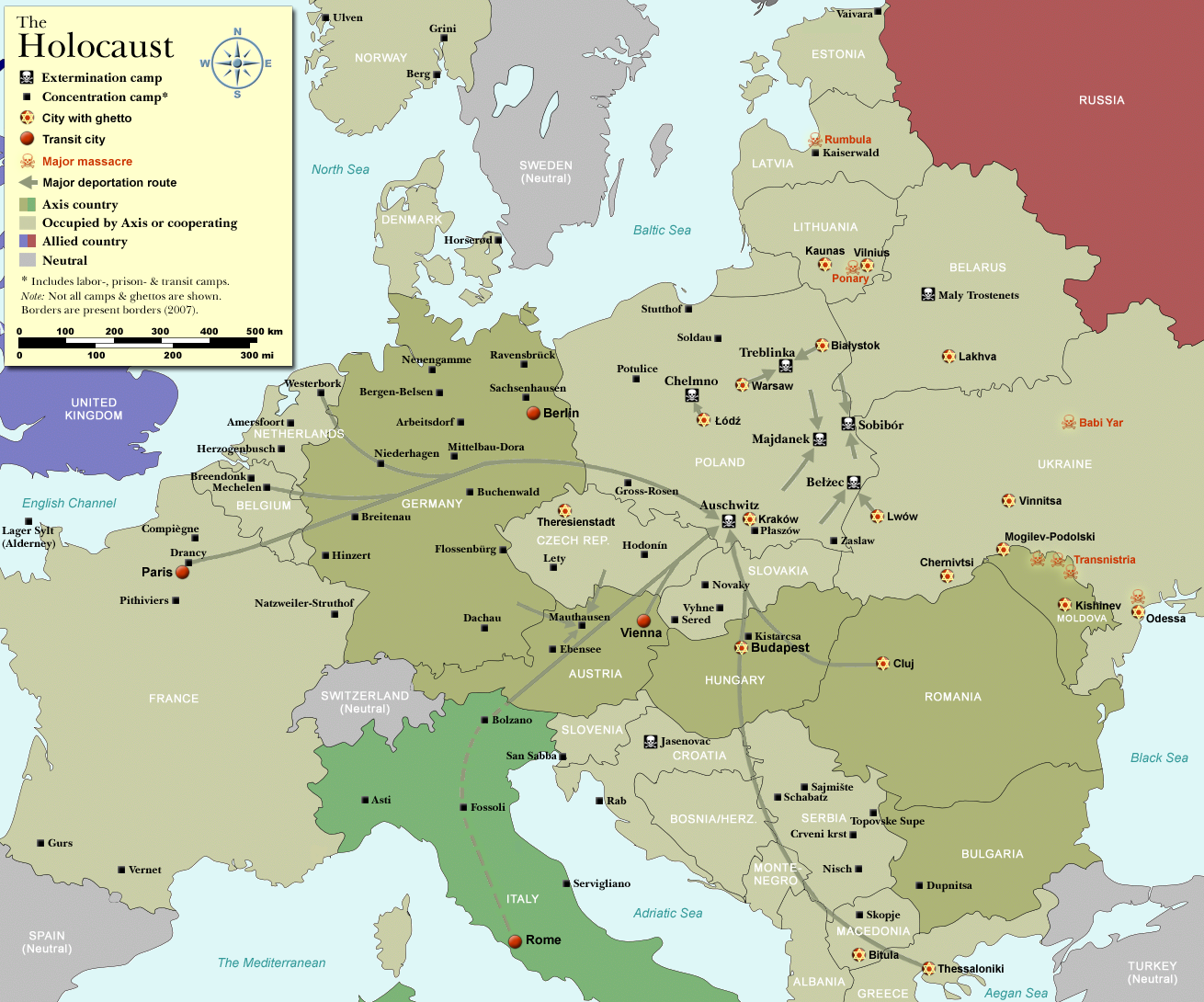
홀로코스트 중의 모든 주요 수용소 위치

다음 표에서 분홍색으로 표시된 칸은 절멸 수용소를 뜻하며,  다른 종류의 주요 나치 강제 수용소는 푸른색으로 표시되어 있다.
절멸 수용소는 나치 독일이 제2차 세계 대전 중에 건립한 시설로서 홀로코스트로 알려진 수백만명을 죽이기 위한 시설이었다. 제2차 세계 대전 중 절멸 수용소는 절멸 계획의 후반기에 세워졌다. 희생자들의 시체는 대개 화장되거나 대형 무덤에 묻혔다.
독일 점령지에 세워진 수용소는 대략 15,000여개로 추정된다. 이 수치에는 특별히 지역 주민들을 위한 소규모 수용소는 포함되지 않았다. 이 수용소들 대부분은 파괴되었다.
집단 수용소라는 용어를 처음 사용한 나라는 영국이었다. 영국은 2차 보어 전쟁 중에 처음으로 수용소를 세웠으나 이 용어는 나치 집단 수용소가 알려지면서 원래의 의미를 상실하고 학살, 강제 노동, 굶주림, 학대를 언급하는 용어로 사용되기 시작했다.
이 표는 루시 S. 다위도비츠(Lucy S. Dawidowicz)가 쓴 《The War Against the Jews, 1933-1945》(New York:Bantam [1986] ISBN 0-553-34302-5)에서 발췌한 것이다.

## 수용소 목록
| 수용소 이름                                             | 소재지 국가 (현재) | 수용소 종류                                    | 사용 기간                                   | 추정 수감자 수 | 추정 사망             | 보조 수용소                                  | 웹사이트                        |  |
| ------------------------------------------------------- | ------------------ | ---------------------------------------------- | ------------------------------------------- | -------------- | --------------------- | -------------------------------------------- | ------------------------------- |  |
| 아메르스포르트 (Amersfoort)                             | 네덜란드           | 포로 수감 및 통행 수용소                       | 1941년 8월 ~ 1945년 4월                     | 35,000         | 1,000                 |                                              |                                 |  |
| 아르바이츠도르프 (Arbeitsdorf)                          | 독일               | 노동 수용소                                    | 1942년 4월 8일 ~ 1942년 10월 11일           |                | 최소 600명            |                                              |                                 |  |
| 아우슈비츠-비르케나우 (Auschwitz-Birkenau)              | 폴란드             | 절멸 및 노동 수용소                            | 1940년 4월 ~ 1945년 1월                     | 400,000        | 1,100,000 ~ 1,500,000 | 목록 보기                                    |                                 |  |
| 바니차 (Banjica)                                        | 세르비아           | 강제 수용소                                    | 1941년 6월 ~ 1944년 9월                     | 최소 23,637    |                       |                                              |                                 |  |
| 바르두포스 (Bardufoss)                                  | 노르웨이           | 강제 수용소                                    | 1944년 3월 ~ ?                              | 800            | 250                   |                                              |                                 |  |
| 베우제츠 (Bełżec)                                       | 폴란드             | 절멸 수용소                                    | 1942년 3월 ~ 1943년 6월                     |                | 600,000               |                                              |                                 |  |
| 베르겐-벨젠 (Bergen-Belsen)                             | 독일               | 집결지                                         | 1943년 4월 ~ 1945년 4월                     |                | 70,000                | 2                                            |                                 |  |
| 볼차노 (Bolzano)                                        | 이탈리아           | 중간 경유지                                    | 1944년 7월 ~ 1945년 4월                     | 11,116         |                       | 목록 보기                                    |                                 |  |
| 브레드베트 강제 수용소                                  | 노르웨이           | 강제 수용소                                    | ?                                           | ?              | ?                     | ?                                            |                                 |  |
| 브레인동크 (Breendonk)                                  | 벨기에             | 범죄자 수용 및 노동 수용소                     | 1940년 9월 20일 ~ 1944년 9월                | 최소 3,532     | 최소 391              | 없음                                         |                                 |  |
| 브라이테나우 (Breitenanu)                               | 독일               | 노동 수용소                                    | 1933년 6월 ~ 1934년 3월, 1940년 ~ 1945년    | 470 ~ 8500     |                       |                                              |                                 |  |
| 부헨발트 (Buchenwald)                                   | 독일               | 노동 수용소                                    | 1937년 7월 ~ 1945년 4월                     | 250,000        | 56,000                | 목록                                         |                                 |  |
| 헤움노 (Chełmno)                                        | 폴란드             | 절멸 수용소                                    | 1941년 ~ 1943년 4월 1944년 4월 ~ 1945년 1월 |                | 320,000               |                                              |                                 |  |
| 츠르베니크르스트(Crveni krst)                           | 세르비아           | 강제 수용소                                    | 1941 - 1945                                 | 30,000         |                       |                                              |                                 |  |
| 다하우 (Dachau)                                         | 독일               | 노동 수용소                                    | 1933년 3월 ~ 1945년 4월                     | 200,000        | 31,591                | 목록                                         |                                 |  |
| 팔스타드 (Falstad)                                      | 노르웨이           | 범죄자 수용소                                  | 1941년 12월 ~ 1945년 5월                    |                | min. 200              | 없음                                         |                                 |  |
| 플로센뷔르크 (Flossenbuerg)                             | 독일               | 노동 수용소                                    | 1938년 5월 ~ 1945년 4월                     | 최소 100,000   | 30,000                | 목록                                         |                                 |  |
| 그리니                                                  | 노르웨이           | 범죄자 수용소                                  | 1941년 5월 21일 ~ 1945년 5월                | 19,788         | 8                     | 판렘 바르두포스 크배낭엔                     |                                 |  |
| 그로스-로젠 (Gross-Rosen)                               | 폴란드             | 노동 수용소                                    | 1940년 8월 ~ 1945년 2월                     | 125,000        | 40,000                | 목록                                         |                                 |  |
| 헤르초겐부시(Herzogenbusch) (뷔흐트, Vught)             | 네덜란드           | 범죄자 수용 및 중간 경유지                     | 1943년 ~ 1944년 8월                         | 31,000         | 750                   | 목록                                         |                                 |  |
| 힌체르트 (Hinzert)                                      | 독일               | 집결지 겸 보조 수용소                          | 1940년 7월 ~ 1945년 3월                     | 14,000         | 최소 302              |                                              | 보관됨 2021-04-28 - 웨이백 머신 |  |
| 야노프스카 (Janowska) (리비우, Lviv)                    | 우크라이나         | 게토; 경유지, 노동 및 절멸 수용소              | 1941년 9월 ~ 1943년 11월                    |                | 최소 40,000           | 없음                                         | (Go to articles A-Z)            |  |
| 야세노바츠 (Janosevac)                                  | 크로아티아         | 절멸 수용소                                    | 1941년 8월 ~ 1945년 4월                     |                | 85,000-700,000        |                                              |                                 |  |
| 카이저발트 (Kaiserwald)                                 | 라트비아           | 노동 수용소                                    | 1942년 ~ 1944년 8월 6일                     | 20,000?        |                       | 16, 엘레야-마이테네스 (Eleja-Meitenes) 포함/ |                                 |  |
| 카우페링                                                | 독일               | 노동 수용소                                    | 1943년 6월 ~ 1945년 4월                     | 30,000         | 최소 14,500           |                                              | 보관됨 2016-04-01 - 웨이백 머신 |  |
| 카우엔 (Kovno) (카우나스, Kaunas)                       | 리투아니아         | 게토 및 구치소                                 |                                             |                |                       | 프라비니쉬켄(Prawienischken)                 |                                 |  |
| 클루가 (Klooga)                                         | 에스토니아         | 노동 수용소                                    | 1943년 여름 ~ 1944년 9월 28일               |                | 2,400                 |                                              |                                 |  |
| 라거 실트 (Lager Sylt) (앨더니)                         | 채널 제도          | 노동 수용소                                    | 1943년 3월 ~ 1944년 6월                     | 1,000?         | 460                   | 없음                                         |                                 |  |
| 랑겐슈타인 츠바이베르게 (Langenstein Zwieberge)         | 독일               | 부헨발트 보조 수용소                           | 1944년 4월 ~ 1945년 4월                     | 5,000          | 2,000                 |                                              |                                 |  |
| 르베르네 (Le Vernet)                                    | 프랑스             | 구치소 역할                                    | 1939년 ~ 1944년                             |                |                       |                                              |                                 |  |
| 마이다네크(Majdanek) (루블린 강제 수용소)               | 폴란드             | 절멸 수용소                                    | 1941년 7월 ~ 1944년 7월                     |                | 360,000               |                                              |                                 |  |
| 말호 (Malchow)                                          | 독일               | 노동 및 중간 경유지                            | 1943년 12월 ~ 1945년 5월 8일                | 5,000          |                       |                                              |                                 |  |
| 말리 트로스티네츠 (Maly Trostinets)                     | 벨라루스           | 절멸 수용소                                    | 1941년 7월 ~ 1944년 6월                     |                | 65,000                |                                              |                                 |  |
| 마우타우젠-구센 (Mauthausen)                            | 오스트리아         | 노동 수용소                                    | 1938년 8월 ~ 1945년 5월                     | 195,000        | 최소 95,000           | 목록                                         |                                 |  |
| 미텔바우-도라 (Mittelbau-Dora)                          | 독일               | 노동 수용소                                    | 1943년 9월 ~ 1945년 4월                     | 60,000         | 최소 20,000           | 목록                                         |                                 |  |
| 나츠바일러-슈트루토프 (Natzweiler-Struthof)             | 프랑스             | 노동 수용소; 밤과 안개(Nacht und Nebel) 수용소 | 1941년 5월 ~ 1944년 9월                     | 40,000         | 25,000                | 목록                                         |                                 |  |
| 노이엔가메 (Neuengamme)                                 | 독일               | 노동 수용소                                    | 1938년 12월 13일 ~ 1945년 5월 4일           | 106,000        | 55,000                | 목록                                         |                                 |  |
| 니더하겐 (Niederhagen)                                  | 독일               | 범죄자 및 노동 수용소                          | 1941년 9월 ~ 1943년 초                      | 3,900          | 1,285                 | 없음                                         |                                 |  |
| 오라니엔부르크 강제 수용소 (Oranienburg)                | 독일               | 집결지                                         | 1933년 3월 ~ 1934년 7월                     | 3,000          | 최소 16               |                                              |                                 |  |
| 오스트호펜 수용소 (Osthofen)                            | 독일               | 집결지                                         | 1933년 3월 ~ 1934년 7월                     |                |                       |                                              |                                 |  |
| 프와슈프 (Płaszów)                                      | 폴란드             | 노동 수용소                                    | 1942년 12월 ~ 1945년 1월                    | 최소 150,000   | 최소 9,000            | 목록                                         |                                 |  |
| 라벤스부르크 (Ravensburg)                               | 독일               | 여성 전용 노동 수용소                          | 1939년 5월 ~ 1945년 4월                     | 150,000        | 최소 90,000           | 목록                                         | 보관됨 2012-01-17 - 웨이백 머신 |  |
| 리지에라 디 산 사바 (Risiera di San Sabba) (트리에스테) | 이탈리아           | 경찰 감옥                                      | 1943년 9월 ~ 1945년 4월 29일                | 25,000         | 5,000                 |                                              |                                 |  |
| 작센하우젠                                              | 독일               | 노동 수용소                                    | 1936년 7월 ~ 1945년 4월                     | 최소 200,000   | (100,000)             | 목록                                         |                                 |  |
| 살라스필스 (Salaspils)                                  | 라트비아           | 노동 수용소                                    | 1941년 10월 ~ 1944년 여름                   |                | 101,000               |                                              |                                 |  |
| 소비보르 (Sobibor)                                      | 폴란드             | 절멸 수용소                                    | 1942년 5월 ~ 1943년 10월                    |                | 250,000               |                                              |                                 |  |
| 졸다우 (Soldau)                                         | 폴란드             | 노동 및 중간 경유지 수용소                     | 1939년/1940년 겨울 ~ 1945년 1월             | 30,000         | 13,000                |                                              |                                 |  |
| 슈투트호프 (Stutthof)                                   | 폴란드             | 노동 수용소                                    | 1939년 9월 ~ 1945년 5월                     | 110,000        | 65,000                | 목록                                         |                                 |  |
| 테레지엔슈타트 (Theresienstadt) (테레진, Terezín)       | 체코               | 중간 경유지이자 게토                           | 1941년 11월 ~ 1945년 5월                    | 140,000        | 35,000                |                                              |                                 |  |
| 트레블링카 (Treblinka)                                  | 폴란드             | 절멸 수용소                                    | 1942년 7월 ~ 1943년 11월                    |                | 870,000               |                                              |                                 |  |
| 바이바라 (Vaivara)                                      | 에스토니아         | 강제 수용소 및 중간 경유지                     | 1943년 9월 15일 ~ 1944년 2월 29일           | 20,000         | 950                   | 22                                           |                                 |  |
| 바르샤바 (Warszawa)                                     | 폴란드             | 강제 노동 및 절멸 수용소                       | 1942년 ~ 1944년                             | 40,000명까지   | 200,000명 까지        |                                              |                                 |  |
| 베스터르보르크 (Westerbork)                             | 네덜란드           | 집결지                                         | 1940년 5월 ~ 1945년 4월                     | 102,000        |                       |                                              |                                 |  |